# Jakob Gerhard Engels
Jakob Gerhard Engels (* 5. Oktober 1826 in Inden; † 16. Februar 1897 in Nümbrecht) war ein evangelischer Pastor und Pietist.

## Leben

### Kindheit und Jugend
Jakob Gerhard Engels war nach einer nicht belegbaren Familientradition der Nachfahre eines hugenottischen Adligen mit dem Namen d'Ange , der seinen Namen nach der Flucht aus Frankreich in Engels umgewandelt hatte. Er wurde am 5. Oktober 1826 in Inden als Sohn eines Pfarrers geboren. Die Familie zog aber bald nach Köln um. Nach bestandener Reifeprüfung im August 1844 begann er das Studium der Philosophie in Berlin. Bereits nach einem Semester holte ihn der Vater nach Bonn, wo Jakob Engels das Studium der Theologie begann. Während der Deutschen Revolution stellte er sich mit einem Gewehr in die Reihen der Kölner Bürgerwehr. Bald aber bemerkte er den Graben zwischen der schönen Idee und ihrer Verwirklichung. Nach dem ersten Examen im Jahr 1849 war er für drei Monate Pfarrvikar in Kaiserswerth. Vor dieser Zeit muss eine entscheidende innere Hinwendung zu Jesus Christus als seinem Herrn stattgefunden haben, denn das Presbyterium der Gemeinde lobte seine Nächstenliebe und seine seelsorgerliche Tätigkeit. Danach musste er in Köln den Militärdienst ableisten. Während dieser Zeit arbeitete er dort im neu gegründeten Jünglingsverein mit.

### Pastor in Nümbrecht
Nach dem zweiten theologischen Examen wurde er von der Gemeinde in Nümbrecht zum Pastor berufen. Dieses Amt trat er 1851 an. Die Gemeinde hatte damals ca. 6000 Einwohner, die über ein großes Gebiet verteilt waren. Dies brachte eine entsprechend hohe Arbeitsbelastung mit sich. In den Jahren 1852–1860 hatte er jedes Jahr meist mehr als 180 Taufen, 140 Beerdigungen und 40 Trauungen durchzuführen. Obwohl ihm später auch andere Pastorenstellen angeboten wurden, blieb er dieser Gemeinde treu und arbeitete dort 45 Jahre.
In den Jahren 1877–1878 kam es zu einer Erweckung, die besonders durch die Predigten des amerikanischen Evangelisten und Heiligungspredigers Robert Pearsall Smith in Wuppertal ausgelöst wurde. In dieser Zeit musste Engels gegen extreme Glaubensauffassungen Stellung nehmen. Er konnte aber bei einigen Gläubigen die Trennung von der Volkskirche und die Abwanderung in eine Freikirche nicht verhindern.
Engels blieb sein Leben lang unverheiratet. Da das Presbyterium nicht auf ihn verzichten wollte, tat er seinen Dienst bis an sein Lebensende. Er starb am 16. Februar 1897.

## Wirkung auf Zeitgenossen
Von  Jakob Gerhard Engels ging eine starke Wirkung auf die Menschen seiner Umgebung aus. Mitunter reichte es aus, dass Engels nur den Segen sprach, und die Angesprochenen empfingen inneren Frieden. Sein Amtskollege und Freund Otto Funcke beschrieb diese Wirkung mit folgenden Worten:

„Dieses Wandeln mit Gott gab im eine heilige Stille, wodurch er einen fast zauberischen Einfluß auf allerlei Menschen hatte. Die Gegenwart meines Jakob goß immer Öl auf die bewegten Wogen meines Seelenlebens und bewahrte mich vor allerlei Unbesonnenheit.“

Sein ehemaliger Konfirmand, der Theologieprofessor August Lang, schrieb über diese Wirkung:

„Hier ist ein Mann, der für die Ewigkeit lebt, und von dem Ewigkeitskräfte bei jeder, auch einer flüchtigen Berührung ausgehen.“